# بيتر د. كلارك
بيتر د. كلارك هو سياسي كندي، ولد في 27 يناير 1938 بوندسور في كندا. انتخب الرئيس الإقليمي لأوتاوا كارلتون ‏ وانتخب Ottawa City Council ‏.